# Stanisław Olszewski (polityk)
Stanisław Dominik Antoni Olszewski (ur. 17 stycznia 1902 we Lwowie, zm. 19 czerwca 1961 w Londynie) – polski adwokat i samorządowiec, dziennikarz, przewodniczący Stronnictwa Demokratycznego działającego po 1945 poza granicami Polski.

## Życiorys
Urodził się 17 stycznia 1902 we Lwowie. 16 maja 1930 prezydent RP mianował go podporucznikiem w rezerwie ze starszeństwem z 1 września 1929 i 544. lokatą w korpusie oficerów piechoty, a minister spraw wojskowych wcielił do 5 Pułku Strzelców Podhalańskich w Przemyślu.
Ukończył studia prawnicze w Uniwersytecie im. Jana Kazimierza. Wykonywał zawód adwokata we Lwowie, broniąc w procesach politycznych działaczy oskarżonych o propagowanie komunizmu. W 1938 znalazł się wśród założycieli Klubu Demokratycznego w tym mieście. Był jego prezesem. 21 czerwca 1938 Komitet Krzyża i Medalu Niepodległości odrzucił wniosek o nadanie mu tego odznaczenia.
W 1939 wszedł w skład Rady Naczelnej Stronnictwa Demokratycznego, a także został wybrany wiceprzewodniczącym Zarządu Głównego SD. W maju 1939 został radnym Lwowa z listy PPS (kandydował jako działacz SD). Podczas sowieckiej okupacji Lwowa należał do Rewolucyjnego Związku Niepodległości i Wolności (wraz z innymi działaczami SD: Arturem Kopaczem i Erazmem Kuleszą), następnie zaś kierował departamentem narodowościowym w emigracyjnym Ministerstwie Spraw Wewnętrznych.
Pracował w Polish Information Centre w Palestynie i redagował "Głos Polski" (1942–1943). Podczas pobytu na Bliskim Wschodzie założył także emigracyjną komórkę Stronnictwa Demokratycznego. W 1943 wydał broszurę "Polska, której pragniemy". Nie wrócił do Polski, pozostając w Londynie. Wspierał prace gabinetu Tomasza Arciszewskiego (PPS). Od 1947 pełnił obowiązki prezesa Komitetu Zagranicznego Stronnictwa Demokratycznego: w Wielkiej Brytanii i USA. W 1950 został członkiem i wiceprezesem Polskiego Narodowego Komitetu Demokratycznego (PKND), który nie uznawał rządu RP na uchodźstwie. Pięć lat później zerwał ze Stanisławem Mikołajczykiem i przyłączył się do Tymczasowej Rady Jedności Narodowej (TRJN). Działał w Unii Liberalno-Demokratycznej Europy Środkowo-Wschodniej (Liberal-Democratic Union of Central Europe, LDUCE), pełniąc funkcję jej prezesa. Zasiadał we władzach Międzynarodówki Liberalnej. Do czasu zerwania współpracy z Mikołajczykiem był stypendystą Komitetu Wolnej Europy.
W 1955 wydał broszurę pt. "Kryzys emigracji: problem federacji środkowo-wschodniej Europy". Trzy lata później na stałe zamieszkał w Londynie. Podjął pracę w polskiej firmie handlowej "Aquarius Trading Co. Ltd" w dzielnicy Chiswick. Skłócony z emigracją o profilu jednoznacznie antykomunistycznym współzakładał pismo "Oblicza Tygodnia" opowiadające się za współpracą wychodźstwa z krajem. Po przemianach październikowych był zwolennikiem pojednania i budowy mostów z Polską Ludową, w tym polską organizacją SD. Według badacza Krzysztofa Tarki wpływ na to miały jego agenturalne związki z wywiadem PRL, a wywołana uwikłaniem we współpracę depresja miała być także przyczyną tragicznej śmierci.
Był żonaty z Wandą Olszewską, która po 1945 pozostała w kraju. Krewna Wanda Grodzicka znalazła się w Londynie, sam Olszewski zaś mieszkał u Zofii Rosnerowej na Oakley Avenue w dzielnicy Ealing.
Zmarł 19 czerwca 1961 – umyślnie zatruł się gazem w swoim mieszkaniu. Został pochowany w Acton Cemetery na Park Royal Road w Londynie. Część spuścizny po Stanisławie Olszewskim, przechowywana po jego śmierci u przyjaciół, jest obecnie własnością Archiwum Instytutu Polskiego i Muzeum im. Generała Władysława Sikorskiego.
Jest jednym z bohaterów książki Krzysztofa Tarki Jest tylko jedna Polska? Emigranci w służbie PRL (LTW 2014).